# Prezydenci Malediwów
Prezydent Malediwów (maled. ‏ދިވެހިރާއްޖޭގެ ރައީސުލްޖުމްހޫރިއްޔާ‎) pełni jednocześnie funkcję szefa państwa i rządu. Od 2008 wybierany jest w wyborach powszechnych na 5-letnią kadencję z możliwością jednej reelekcji.
Instytucja prezydenta istniała na Malediwach w latach 1953–1954 oraz ponownie począwszy od 1968. W latach 1954–1968 krajem rządził sułtan.

## Chronologiczna lista

### Pierwsza Republika (1953-1954)
| Osoba | Osoba                                       | Osoba   | Kadencja        | Kadencja        | Partia polityczna | Wiceprezydent         |
| #     | Imię i nazwisko                             | Portret | Od              | Do              | Partia polityczna | Wiceprezydent         |
| ----- | ------------------------------------------- | ------- | --------------- | --------------- | ----------------- | --------------------- |
| 1     | Mohamed Amin Didi (1910–1954)               |         | 1 stycznia 1953 | 2 września 1953 | RMP               | Ibrahim Muhammad Didi |
| -     | Ibrahim Muhammad Didi (tymczasowo) (?–1980) |         | 2 września 1953 | 7 marca 1954    | RMP               | wakat                 |

### Druga Republika (od 1968)
| Osoba | Osoba                          | Osoba         | Kadencja          | Kadencja          | Partia polityczna | Wiceprezydent           |
| #     | Imię i nazwisko                | Portret       | Od                | Do                | Partia polityczna | Wiceprezydent           |
| ----- | ------------------------------ | ------------- | ----------------- | ----------------- | ----------------- | ----------------------- |
| 2     | Ibrahim Nasir (1926–2008)      |               | 11 listopada 1968 | 11 listopada 1978 | bezpartyjny       | wakat                   |
| 3     | Maumoon Abdul Gayoom (1937–)   |               | 11 listopada 1978 | 11 listopada 2008 | bezpartyjny       | wakat                   |
| 4     | Mohamed Nasheed (1967–)        |               | 11 listopada 2008 | 7 lutego 2012     | MDP               | Mohammed Waheed Hassan  |
| 5     | Mohammed Waheed Hassan (1953–) |               | 7 lutego 2012     | 17 listopada 2013 | NUP               | Mohammed Waheed Deen    |
| 6     | Abdullah Jamin (1959–)         |               | 17 listopada 2013 | 17 listopada 2018 | PPM               | Mohamed Jameel Ahmed    |
| 6     | Abdullah Jamin (1959–)         | Ahmed Adeeb   | 17 listopada 2013 | 17 listopada 2018 | PPM               |                         |
| 6     | Abdullah Jamin (1959–)         | Abdulla Jihad | 17 listopada 2013 | 17 listopada 2018 | PPM               |                         |
| 7     | Ibrahim Mohamed Solih (1964–)  |               | 17 listopada 2018 | 17 listopada 2023 | MDP               | Faisal Naseem           |
| 8     | Mohamed Muizzu (1978–)         |               | 17 listopada 2023 | pełni urząd       | PNC               | Hussain Mohamed Latheef |